# Corbichonia
Genre
Classification phylogénétique
Corbichonia Scop. est un genre de plante vénéneuse de la famille des Aizoaceae.
Corbichonia Scop., Introd.: 264 (1777)
Type : Corbichonia decumbens (Forssk.) Exell [J. Bot. 73: 80 (1935)] (Orygia decumbens Forssk.)

## Liste des espèces
- Corbichonia decumbens (Forssk.) Exell
- Corbichonia rubriviolacea (Friedrich) C.Jeffrey